# 亞瓦爾·瓦卡克
亞瓦爾·瓦卡克（克丘亞語：Yawar Waqaq，西班牙語：Yahuar Huácac；意為「啼哭時流血淚的人」）印加傳說中的薩帕·印卡（獨一無二的君立），於14世紀時在位。

## 取名
亞瓦爾·瓦卡克的本意是「啼哭時流血淚的人」，之所以取這個名字，據印加王室後裔印卡·加西拉索·德拉維加聽到的說法，有的說當他三四歲時，啼哭時從眼睛裡流出血淚，可能是眼睛有病使然。有說是他剛出生時就泣血，可能是從母體帶來的，所以就給他取這個名字。而當時的印加人，都視他的泣血為不祥之兆。
除了說是他小時候泣血而得此名，亦有說法指他因流血而哭（印卡·加西拉索·德拉維加認為必是誤傳，因為亞瓦爾·瓦卡克意思是「泣血的人」，而不是「因流血而哭」），還有說他在後兵敗被俘時而哭而被冠以此名（印卡·加西拉索·德拉維加認為不正確，因為亞瓦爾·瓦卡克雖曾戰敗，但沒有被俘）。

## 早年時期的經歷
有傳聞指，亞瓦爾·瓦卡克在小時候曾被拐走。印卡·加西拉索·德拉維加認為不可能發生，理由是「印第安人對他們的印卡王尊崇備至」，而且他的家庭教師和保衛他的僕從「不會如此粗心大意」。
此外，亞瓦爾·瓦卡克曾受父王印卡·羅卡之命，出征安蒂蘇尤（Antisuyu）。在父王挑選的參謀的協助下，加上當地土著人口為數不多，亞瓦爾·瓦卡克的軍隊順利地將之征服。

## 繼位後的統治
父王印卡·羅卡死後，身為王儲的亞瓦爾·瓦卡繼位。在他任內的初期，由於自己的名字被視為不祥，所以不敢貿然對外興兵，只著重治理內政。過了大約九至十年後，才派軍出征，但仍不想御駕親征。
此外，因王儲維拉科查（克丘亞語：Wiraqucha；西班牙語：Huiracocha）性情殘暴，便把他放逐出國都庫斯科。

## 昌卡人的動亂
據印卡·加西拉索·德拉維加的記載，亞瓦爾·瓦卡克在位期間，爆發了一場由昌卡人（Chankas）領導的大動亂，直接威脅國都庫斯科，亞瓦爾·瓦卡克甚至因無力抵禦而出逃。後來動亂雖平，但亞瓦爾·瓦卡克亦遭廢黜，又策劃平亂的王儲維拉科查取得王位。

### 動亂爆發
在印加朝廷沒有察覺的情況下，欽察蘇尤（Chinchai Suyu）爆發動亂。當地各部族雖在印加王印卡·羅卡時期已歸降，但只是懾於武力，而並不服從印加人的統治。當他們發現亞瓦爾·瓦卡克不善作戰時，加上剛剛知道王儲被逐，認為良機已到，便在昌卡人的領導下，糾集了一支四萬多士兵的大軍，向國都庫斯科進迫。

### 亞瓦爾·瓦卡克的棄守國都及出逃
由於長期以來，印加未嘗試過地區叛亂及國都遇襲的危機，戒備鬆懈，亞瓦爾·瓦卡克對這起動亂驚慌失措，而且來不及徵調軍隊，便唯有帶著尚能跟隨的一些王族，一直退到城外的的穆伊納河道（Muina），打聽敵人的消息。

### 平亂
動亂發生時，適值王儲維拉科查被流放在庫斯科城外，但他得悉叛軍已兵臨城下時，便集合城中軍民，加上援軍趕到，結果成功擊敗亂軍。

## 罷黜及去世
維拉科查因率軍平亂，遠遠比離開國都出逃的亞瓦爾·瓦卡克取得更多支持。兩人就妥協，由維拉科查登位，亞瓦爾·瓦卡克則被安置在庫斯科城外的穆伊納及克斯皮坎查（Quespicancha）之間的地區，另建王宮居住，直至到去世。

## 昌卡人起事的另一版本
有關昌卡人起事的時代，除了印卡·加西拉索·德拉維加所說的亞瓦爾·瓦卡克任期內之外，據歷史學者Nigel Davies指出該動亂發生在下一任君主維拉科查在位時，並由其子帕查庫特克擊退，維拉科查則遭廢黜。